# Salvatore Farina
Salvatore Farina (Sorso, 10 de enero de 1846 - Milán, 15 de diciembre de 1918) fue un novelista y periodista italiano cuyo estilo del humor sentimental ha sido comparado al de Charles Dickens.
Nacido en la ciudad sarda de Sorso, estudió derecho en Turín y Pavía antes de mudarse a Milán, donde permaneció por el resto de su vida, y dedicarse a la literatura.

## Obras
- Il tesoro di Donnina (1873)
- Amore bendato (1875)
- Capelli biondi (1876)
- Il Signor Io
- Fra le corde d'un contrabasso
- Fante di piche
- Mio figlio! (1877-1881)
- Frutti proibiti
- Un tiranno al bagni di mare
- Cuore e blasone
- Due amori
- Amore ha cento occhi
- Per la vita e per la morte
- La mia giornata, que es una trilogía:
  - Dall'alba al meriggio (1910)
  - Care ombre (1913)
  - Dal meriggio al tramonto (1915)